# Цой, Гук Ин
Гук Ин Цой (20 января 1926, Сеул — 8 апреля 2015, Алма-Ата, Казахстан) — советский и казахский актёр, театральный режиссёр

, кинорежиссёр

, театральный педагог. Лауреат Государственной премии Казахской ССР (1987).

## Биография
Родился в Корее в 1926 году. В 1934 году вместе с родителями переехал в Китай, где окончил среднюю школу и служил в армии.
В 1952 году вместе с группой талантливой молодежи был отправлен в Москву на учебу, где в 1958 году окончил режиссерский факультет ВГИКа.
Работал на киностудии «Казахфильм» и поставил известные художественные фильмы «Год дракона», «Манчжурский вариант», «Лесная баллада» и другие.

## Фильмография
Режиссёр:
- 1963 — И в шутку и всерьёз, новелла в киноальманахе
- 1972 — Лесная баллада, совм. с Нурмуханом Жантуриныи
- 1981 — Год дракона, совм. с Асанали Ашимовым
- 1985 — Чокан Валиханов, совм. с Асанали Ашимовым
- 1989 — Маньчжурский вариант, совм. с Игорем Вовнянко

## Творчество
- Цой Гук Ин оставил заметный след в Корейском театре, где работал заведующим литературной частью и артистом драмы. Создал ряд запоминающихся образов: прислужника феодала в спектакле «Янбанден» Хан Дина, Ким Гван Хена в спектакле «Не умирайте молодыми» Цой Ен Гына, Ким Енг Дина в спектакле «Память» Л. Сона и С. Ли, чиновника в спектакле «Сказание о девушке Чун Хян».

## Награды
- В 1987 году за постановку художественного фильма «Чокан Валиханов» был удостоен Государственной премии КазССР в области литературы, искусства и архитектуры.
- 2009 — Орден Парасат (за большие заслуги в развитии отечественной культуры и искусства, многолетнюю плодотворную деятельность)[1]